# اچ‌ام‌اس گریهوند (۱۷۸۰)

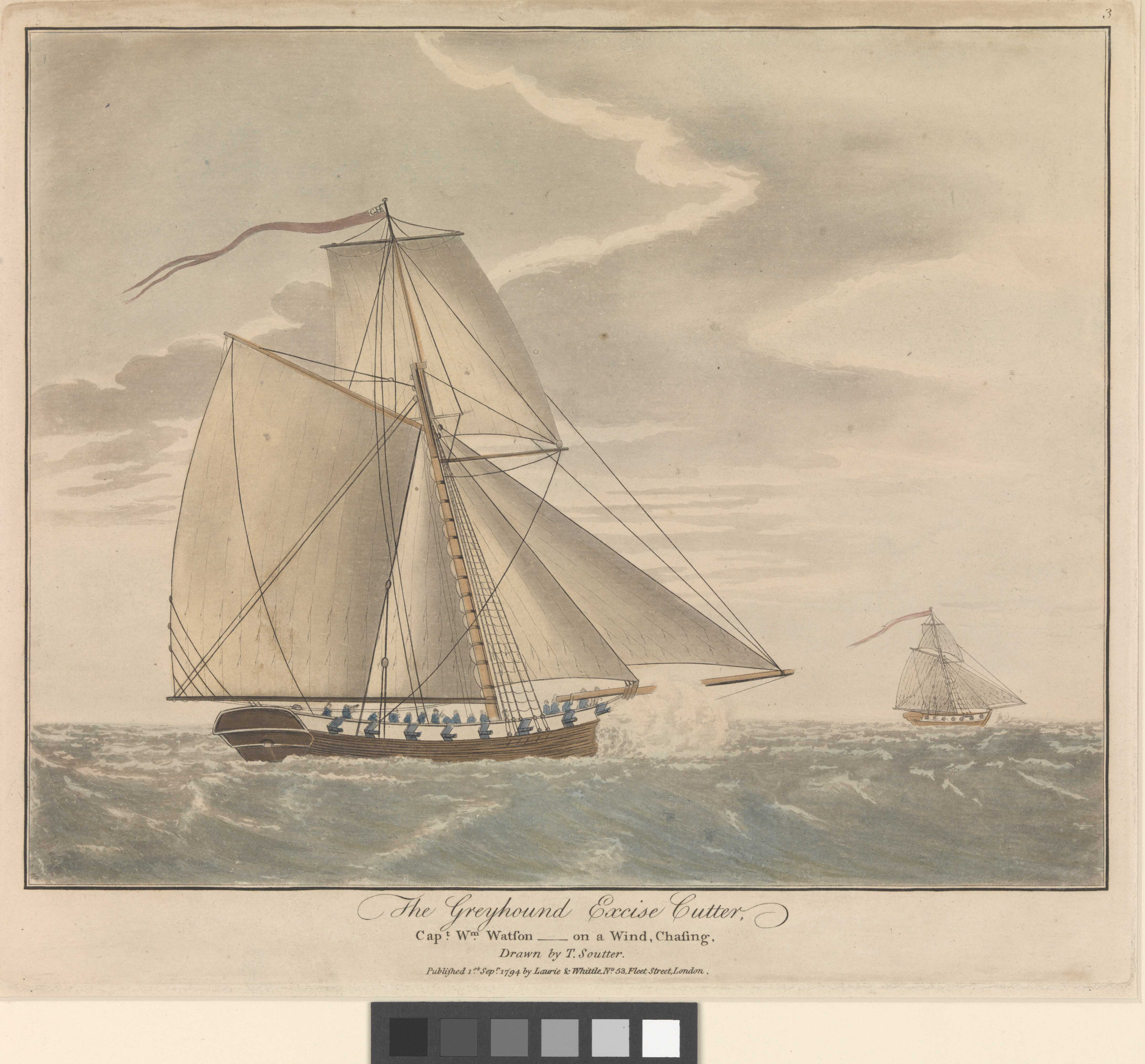
148 تن وزن داشت و خدمه ای متشکل از 50 مرد را حمل می کرد. کشتی در ابتدا 21 اسلحه حمل می کرد، اما قدرت شلیک او به 12 اسلحه در سال 1781 کاهش یافت. او در حال ضرب و شتم در یک باد شدید نشان داده شده است، عرشه او پر از چهره هایی است که یکی از آنها تلسکوپ در دست دارد. دود بزرگی از اولین تفنگ او بلند می شود. کشتی دیگری در سمت راست تصویر در حال کوبیدن به باد پیش روی او است.

اچ‌ام‌اس گریهوند (۱۷۸۰) (به انگلیسی: HMS Greyhound (1780)) یک کشتی بود. این کشتی در سال ۱۷۸۰ ساخته شد.